# 1588

## أحداث
- تأسيس مدينة كورينتس وتقع حاليا في الأرجنتين.
- نهاية حرب كولونيا في 1588 والتي بدأت في 1583.
- 9 فبراير - وفاة ألفارادو دي بازان خلال التحضير لحملة الأرمادا الإسبانية، ما أجبر الملك فيليب على إعادة تعيين قيادة الأسطول.
- كريستيان الرابع يتولى عرش الدنمارك بعد وفاة أبيه فريدريك الثاني

## مواليد
- توماس هوبز
- مارين ميرسين

## وفيات
- سنان آغا
- سونام غياتسو